# Бурсянино
Бурсянино — деревня в Венгеровском районе Новосибирской области России. Входит в состав Усть-Изесского сельсовета.

## География
Площадь деревни — 17 гектаров.

## История
Основана в 1806 г. В 1928 г. состояла из 104 хозяйств, основное население — русские. В административном отношении являлась центром Бурсянинского сельсовета Спасского района Барабинского округа Сибирского края.

## Население
| 2002 | 2007 | 2010 |
| ---- | ---- | ---- |
| 84   | ↘81  | ↘67  |

## Инфраструктура
В деревне по данным на 2007 год функционирует 1 образовательное учреждение.